# Cafeteria Al Bicerin
La Cafeteria Al Bicerin, coneguda en italià com il Caffè Confetteria Al Bicerin dal 1763 és un comerç històric de Torí. El seu renom ve perquè es considera que és el lloc on es feu per primer cop el bicerin, beguda calenta piamontesa per excel·lència. El local es troba a la Piazza della Consolata, davant del santuari homònim, al Quadrilatero Romano o centre històric. L'establiment forma part dels llocs històrics d'Itàlia i dels cafès històrics i dels salons de Savoia.

## Història
El restaurant va ser obert com una modesta botiga l'any 1763 per Giuseppe Dentis, fabricant d'aigua i pastisser, en un edifici preexistent.
El 1856 es va construir el palau actual segons un projecte de l'arquitecte Carlo Promis. En aquell moment el restaurant va ser elegantment moblat, prenent el nom de Caffè della Consolata, si bé fou aviat reemplaçat per l'actual Al Bicerin per honrar l'especialitat de la casa.
Del 1917 al 1971, el cafè va ser dirigit per Ida Cavalli, amb l'ajuda de la seva germana i després la seva filla Olga. L'any 1972 la gestió va passar a Silvia Cavallera, que la va mantenir fins al 1977. L'any 1983 va ser el torn de Maria Teresa Costa: que va morir el 2015. És ella qui portà el negoci, en el qual mai no hi deixà de treballar, a la seva fama actual.

## El local
L'aspecte del local és el d'una xocolateria típica de Torí del segle XIX. La façana, de finals del segle xix, està formada elements de ferro policromats en verd amb un sòcol metàl·lic, decoracions eclèctiques en ferro colat, una porta d'entrada senxilla amb vitrines als dos costats.

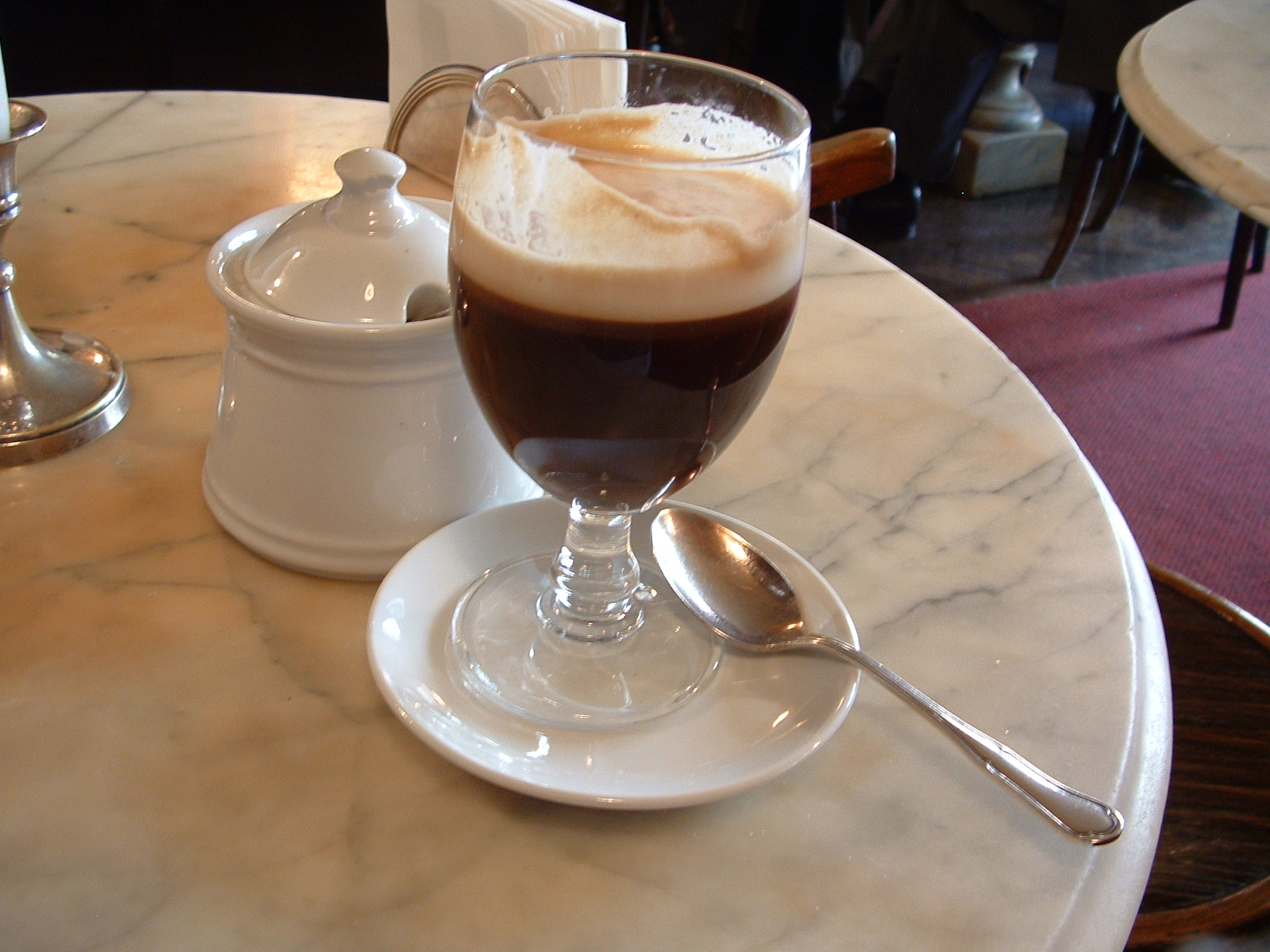
Bicerin servit dins del restaurant

Val a destacar el seu interior, una sala per a clients, amb vuit taules rodones i un taulell de bar amb sobre de marbre blanc. A la part de dins s'hi troba també la cuina. A les parets, el revestiment de fusta és intercalat amb miralls i vitrines, cobrint tota la superfície del mur. També són destacables els bancs, adossats a les parets i coberts amb tela vermella.

## En la cultura de masses
Umberto Eco ha ambientat i descrit parcialment el Caffè Confetteria Al Bicerin a la seva novel·la El cementiri de Praga.
A més d'Eco, clients i convidats il·lustres del restaurant, entre d'altres, van ser: Camillo Benso di Cavour, Silvio Pellico, Alexandre Dumas pare, Friedrich Nietzsche, Giacomo Puccini, Maria José de Bèlgica i Umberto II, Guido Gozzano, Italo Calvino, Mario Soldati, Giuseppe Culicchia, Gianni i Umberto Agnelli, Erminio Macario, Wanda Osiris, Mario Merz, Pina Bausch, Susan Sarandon.
Al cafè també s'hi han rodat algunes pel·lícules, com The Best of Youth, We Believed i The Five Days.